# K.R. Ramaswamy
K.R. Ramaswamy – indyjski aktor filmowy, wokalista i polityk.
Początkowo występował w teatrze. Debiutował w tamilskim przemyśle filmowym w 1944, rolą w Poompavai w reżyserii S. Punju. Szybko stał się jednym z najpopularniejszych aktorów filmowych z południa Indii. Obdarzony talentem wokalnym, wykonywał piosenki filmowe. Wystąpił, między innymi, w takich obrazach jak Velaikkari (1949), Kanchana (1952), Sorgavasal (1954), Sugam Engay (1954) czy Chellapillai (1955). W latach 50. zmuszony został do zakończenia kariery. Jak większość filmowców tamilskich tamtego okresu był silnie zaangażowany w działalność polityczną, w zasadzie sfinansował powstanie Drawidyjskiej Federacji Postępu (DMK). Za zasługi dla partii został przez C.N. Annaduraia powołany w skład izby wyższej parlamentu stanowego Tamilnadu. Nadano mu przydomek Nadippisai Pulavar, odnoszący się do jego aktorskich, wokalnych i poetyckich zdolności.